# William Douglas-Hamilton, Duke of Hamilton

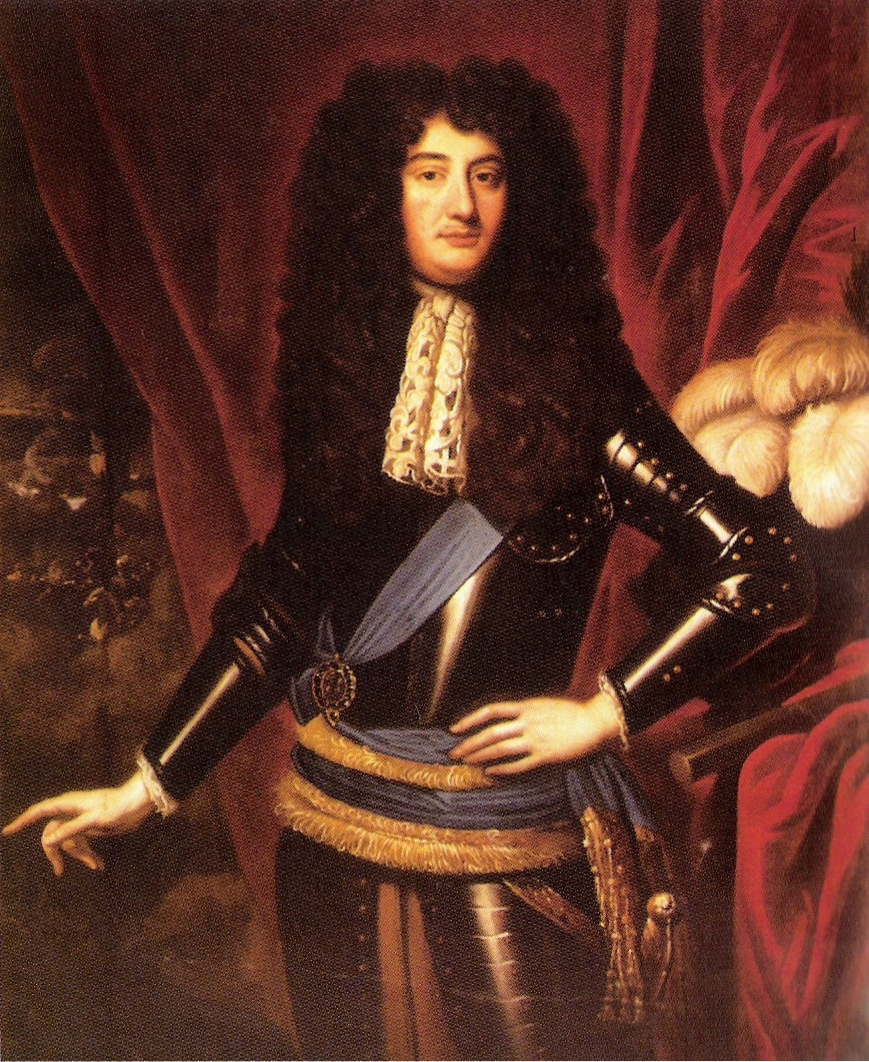
William Douglas-Hamilton, Duke of Hamilton

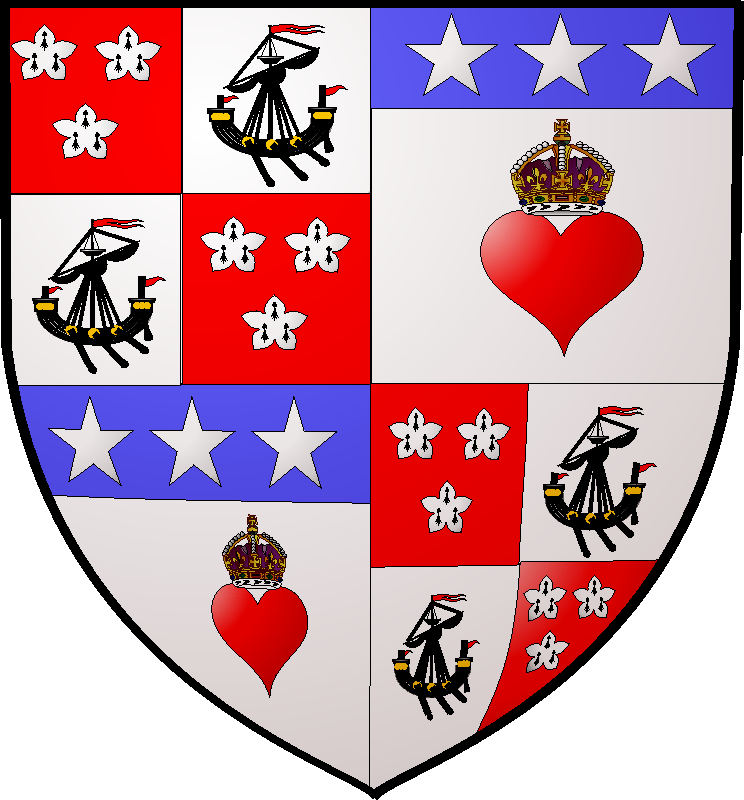
Wappen der Dukes of Hamilton aus der Familie Douglas-Hamilton

William Douglas-Hamilton, Duke of Hamilton KG (* 24. Dezember 1634; † 18. April 1694 in Holyrood Abbey, Edinburgh) war ein schottischer Adliger.

## Leben
Er wurde als William Douglas als ein Sohn des William Douglas, 1. Marquess of Douglas aus dessen zweiter Ehe mit Mary Gordon geboren.
Am 4. August 1646 wurde er zum 1. Earl of Selkirk erhoben.
Er heiratete 1656 Anne Hamilton, 3. Duchess of Hamilton. Durch die Ehe wurde er aus dem Recht seiner Gattin (iure uxoris) Duke of Hamilton. Am 20. September 1660 nahm er den zusätzlichen Nachnamen Hamilton an und wurde auf Lebenszeit (Life Peerage) zum Duke of Hamilton erhoben.
Neben anderen Ämtern war der Duke High Commissioner und von 1692 bis 1694 High Admiral von Schottland. Am 14. März 1689 war er Präsident der Tagung, die den schottischen Thron für vakant erklärte.
Aus seiner Ehe mit Anne hatte er vier Töchter und sieben Söhne:
- Lady Mary Hamilton (1657–1683);
- James Hamilton, 4. Duke of Hamilton (1658–1712);
- Lord William Hamilton (1659–1688);
- Lady Susan Hamilton (1659–1737), ⚭ I) John Cochrane, 2. Earl of Dundonald, ⚭ II) Charles Hay, 3. Marquess of Tweeddale;
- Lady Margaret Hamilton (1660–1731), ⚭ James Maule, 4. Earl of Panmure (Le Riche);
- Lady Catherine Hamilton (1662–1707), ⚭ John Murray, 1. Duke of Atholl;
- Charles Douglas, 2. Earl of Selkirk (1663–1739);
- John Hamilton, 1. Earl of Ruglen (1665–1744);
- George Hamilton, 1. Earl of Orkney (1666–1737), Feldmarschall, ⚭ Elizabeth Villiers;
- Lord Basil Hamilton (1671–1701);
- Lord Archibald Hamilton (1673–1754), 1711–1716 Gouverneur von Jamaika.